# Pfiffelbach
Pfiffelbach ist ein Ortsteil und der Verwaltungssitz der Landgemeinde Ilmtal-Weinstraße im Nordosten des Landkreises Weimarer Land, benannt nach dem hier durchfließenden Fluss.

## Lage
Pfiffelbach befindet sich nördlich von Apolda bereits im fruchtbaren Thüringer Becken auf einem Ackerbaustandort. Die Landesstraßen 2159 und 1057 tangieren den Ort. Die Buslinie 228 in Richtung Weimar und die Buslinie 289 Richtung Buttstädt bzw. Apolda der PVG Weimaqrer Land bedienen den Ort.

## Geschichte
Im Februar 1233 datiert die urkundliche Ersterwähnung des Dorfes.
In dieser Zeit wurde in einer Urkunde des Grafen von Wiehe ein „Heinricus von Phephilbache“ als Zeuge genannt. Dies deutet auf ein Adelsgeschlecht hin, das im Ort vermutlich einen Fronhof besaß. Pfiffelbach wurde erst im Jahre 1265 direkt erwähnt („Widen iuxta Phiffelbeche“). In der Umgebung des Orts befinden sich 5 Wüstungen, die alle im 13. und 14. Jahrhundert durch die Grafenkriege verwüstet wurden. Sie hießen „Gasella“ im SO, „Niederndorf“ im Osten, „Putschendorf“ im NW, „Weiden“ oder „Delitzsch“ im NO und „Oberhöfen“ ebenfalls im NW.
Pfiffelbach gehörte zum ernestinischen Amt Roßla, welches beim Aussterben der Linie Sachsen-Altenburg im Jahr 1672 an Sachsen-Weimar kam und seit 1741 zu Sachsen-Weimar-Eisenach gehörte. Bei der Verwaltungsreform des Großherzogtums Sachsen-Weimar-Eisenach kam der Ort 1850 zum Verwaltungsbezirk Weimar II und juristisch zum Justizamt Buttstädt. Seit 1920 gehörte der Ort zum Land Thüringen, 1952 bis 1990 zum Bezirk Erfurt.
Am 31. Dezember 2013 wurde Pfiffelbach in die neue Landgemeinde Ilmtal-Weinstraße eingegliedert.

## Persönlichkeiten
- Adolf Julius Kirsche (1857–1944), Landwirt, Pflanzenzüchter, Gutsbesitzer, Firmengründer
- Bruno Kirsche (1879–1945), Landwirt und Pflanzenzüchter
- Walther Kirsche (1884–1956), Landwirt und Pflanzenzüchter